# Bulbophyllum virescens
Bulbophyllum virescens là một loài phong lan thuộc chi Bulbophyllum.

## Hình ảnh

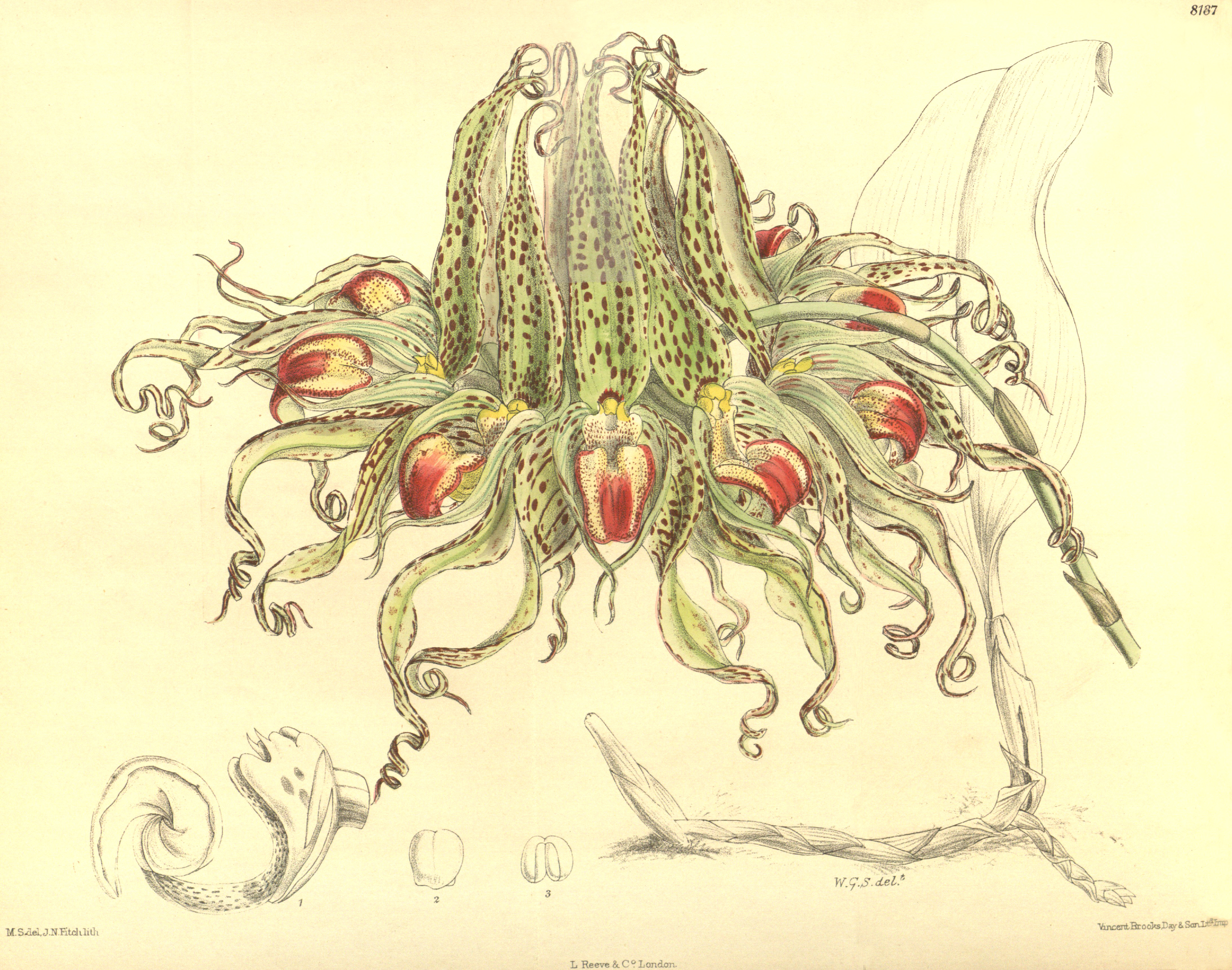